# Sing Street
Sing Street és una pel·lícula musical de 2016; escrita, produïda i dirigida per John Carney. La pel·lícula és protagonitzada per Lucy Boynton, Maria Doyle Kennedy, Jack Reynor, Kelly Thornton i Ferdia Walsh-Peelo. La pel·lícula tracta d'un jove que munta una banda de música per tal d'impressionar a una xica. La pel·lícula es va estrenar al Festival de Cinema de Sundance el 24 de gener el 2016. Va ser llançada en el Regne Unit el 18 de març de 2016, per Lionsgate. S'ha subtitulat al català.

## Argument
Al Dublín dels anys 80, la recessió econòmica fa que Cosmo canvie la comoditat de l'escola privada en la qual estudiava per un centre públic del centre de la ciutat, on el clima és més tibant. Trobarà un raig d'esperança en la misteriosa Raphina i, amb l'objectiu de conquistar-la, la convidarà a ser la protagonista en els videoclips de la banda que vol formar.

## Repartiment
- Ferdia Walsh-Peelo és Conor "Cosmo" Lawlor.[5]
- Aidan Gillen és Robert.
- Maria Doyle Kennedy és Penny.
- Jack Reynor és Brendan.
- Lucy Boynton és Raphina.
- Kelly Thornton és Ann.
- Ben Carolan és Darren.
- Mark McKenna és Eamon.
- Percy Chamburuka és Ngig.
- Conor Hamilton és Larry.
- Karl Rice és Garry.
- Ian Kenny és Barry.
- Don Wycherley és Brother Baxter.
- Lydia McGuinness és Miss Dunne.

## Banda sonora
Al febrer de 2014, es va anunciar que John Carney s'havia associat amb Bono d'U2 per estar involucrat amb la música. La pel·lícula compta amb música de The Cure, A-ha, Duran Duran, The Clash, Hall & Oates, Motörhead, Spandau Ballet i The Jam.

## Estrena
Al febrer de 2014, es va anunciar que FilmNation Entertainment havia estat seleccionat per a vendre els drets internacionals de la pel·lícula. Al maig de 2014, es va anunciar que The Weinstein Company havia adquirit els drets de distribució dels Estats Units per a la pel·lícula, per 3 milions de dòlars. La pel·lícula va estrenar-se en el Festival de Cinema de Sundance el 24 de gener el 2016, projectant-se a continuació en el Festival de Cinema de Dublín el 18 de febrer 2016. La pel·lícula va ser estrenada el 18 de març del 2016 en el Regne Unit.

## Premis i nominacions
| Premi                                | Categoria                             | Receptors                               | Resultat   | Ref(s)        |
| ------------------------------------ | ------------------------------------- | --------------------------------------- | ---------- | ------------- |
| Premis Globo d'Or de 2016            | Millor pel·lícula - Comèdia o musical | Sing Street                             | nominada   | [ 10 ]        |
| National Board of Review             | Top 10 cinema independent             | Sing Street                             | guanyadora | [ 11 ]        |
| Premis de la Crítica Cinematogràfica | Millor cançó                          | Drive it Like You Stole It: John Carney | nominada   | [ 12 ] [ 13 ] |
| Crítica de Sant Diego                | Millor ús de la música                | Sing Street                             | guanyadora | [ 14 ] [ 15 ] |
| Crítica de St. Louis                 | Millor soundtrack                     | Millor soundtrack                       | guanyadora | [ 16 ]        |
| Crítica de St. Louis                 | Millor cançó                          | Drive it Like You Stole It: John Carney | nominada   | [ 16 ]        |